# Агаджанян, Рафаэль Ервандович
Рафаэ́ль Ерва́ндович Агаджаня́н (5 июня 1950, Степанакерт, НКАО, Азербайджанская ССР — 3 сентября 2015, Кишинёв) — молдавский режиссёр и сценарист. Мастер искусств Молдавии (2007).

## Биография
Творческую деятельность начал в Москве, возглавлял съёмочные группы на Центральной студии документальных фильмов, писал тексты для киножурналов. Сотрудничал с киножурналом «Ералаш», написав один рассказ Мо-лод-цы!. В 1987 переехал из Москвы в Кишинёв, где устроился работать на киностудию «Молдова-филм». В 1994 году начал работать в Департаменте новостей Национального телевидения. Работал репортёром, спецкором, комментатором, автором и ведущим телепрограмм. Кроме того, преподавал киноискусство в Международном свободном университете Молдовы.

## Творчество
Создал ряд документальных и короткометражных художественных фильмов. Писал сценарии для «Ералаша», киностудии «Молдова-фильм».

## Награды
- Мастер искусств Молдавии (24 января 2007 года) — за успехи в творческой деятельности, вклад в пропаганду духовно-нравственных ценностей и высокое профессиональное мастерство[2].